# Eugène Auwerkerken
Eugenius „Eugène” Auwerkerken (ur. 10 grudnia 1885 w Antwerpii, zm. 1 maja 1981 tamże) – belgijski gimnastyk, medalista olimpijski.
W 1920 r. reprezentował barwy Belgii na letnich igrzyskach olimpijskich w Antwerpii, zdobywając srebrny medal w wieloboju drużynowym. 